# Buttstädt
Buttstädt är en kommun och ort i Landkreis Sömmerda i förbundslandet Thüringen i Tyskland.
Buttstädt var en stad med 2 502 invånare 2018 fram till den 1 januari 2019 när den tillsammans med kommunerna Ellersleben, Eßleben-Teutleben, Großbrembach, Guthmannshausen, Hardisleben, Kleinbrembach, Mannstedt, Olbersleben och Rudersdorf bildade den nya kommunen Buttstädt.